# Lemešany
Lemešany este o comună slovacă, aflată în districtul Prešov din regiunea Prešov. Localitatea se află la altitudinea de 229 m deasupra n.m., se întinde pe o suprafață de 9,19 km2 și în 2017 număra 1.941 de locuitori.

## Istoric
Localitatea Lemešany este atestată documentar din 1289.

## Demografie
| An:                | 1994 | 2004   | 2014   | 2024   |
| ------------------ | ---- | ------ | ------ | ------ |
| Număr de persoane: | 1669 | 1781   | 1882   | 2046   |
| Diferență:         |      | +6,71% | +5,67% | +8,71% |

| An:                | 2023 | 2024   |
| ------------------ | ---- | ------ |
| Număr de persoane: | 2043 | 2046   |
| Diferență:         |      | +0,14% |